# Lillehammer Futsal
Il Lillehammer Futsal è una squadra norvegese di calcio a 5, con sede a Lillehammer. Nella stagione 2017-2018 milita in 1. divisjon, secondo livello del campionato.

## Storia
Il Lillehammer ha partecipato alla Futsal Eliteserie 2009-2010. Il 21 novembre 2009 ha giocato la prima partita in questa lega, perdendo col punteggio di 5-6 contro l'Horten. Il Lillehammer ha chiuso la stagione al 10º ed ultimo posto in classifica, retrocedendo pertanto in 1. divisjon.

## Stagioni precedenti
- 2009-2010